# John Schlag
John Schlag (Baltimora, 1960) è un informatico ed effettista statunitense.
Dopo la laurea in ingegneria elettronica all'Università del Delaware e il dottorato di ricerca all'Università Carnegie Mellon, Schlag si distinse per alcune ricerche nel campo della modellazione e animazione 3D al Computer Graphics Lab del New York Institute of Technology e alla MacroMind della Apple. Dal 1990 al 1994 fu alla Industrial Light & Magic, curando gli effetti speciali di film quali Terminator 2 - Il giorno del giudizio (1991), Jurassic Park (1993) e Forrest Gump (1994).
Nel 1997 ricevette l'Oscar al merito tecnico-scientifico, assieme a Brian Knep, Zoran Kacic-Alesic e Tom Williams, per aver sviluppato il software Viewpaint 3D Paint System.

## Filmografia
- The Works, regia di Lance Williams (incompiuto)
- Terminator 2 - Il giorno del giudizio (Terminator 2 - Judgement Days), regia di James Cameron (1991)
- La morte ti fa bella (Death Becomes Her), regia di Robert Zemeckis (1992)
- Jurassic Park, regia di Steven Spielberg (1993)
- Forrest Gump, regia di Robert Zemeckis (1994)
- Generazioni (Star Trek: Generations), regia di David Carson (1994)
- Ocean Men: Extreme Dive, regia di Bob Talbot (2001)
- Ice Planet, regia di Winrich Kolbe (2001)
- Matrix Reloaded, regia di Andy e Larry Wachowski (2003)
- Watchmen, regia di Robert Zemeckis (2009)